# Radioforbindelsen Danmark-England Under Den Tyske Okkupation
|  | Denne artikel er oprettet af botten Steenthbot ud fra en ekstern database. Den kan derfor have sproglige fejl eller mangler. Denne skabelon kan fjernes efter kontrol af indholdet. |

Radioforbindelsen Danmark-England Under Den Tyske Okkupation er en dansk dokumentarisk optagelse fra 1945.

## Handling
Optagelser som detaljeret dokumenterer forløbet omkring radiotrafikken mellem modstandsbevægelsen i Jylland, under ledelse af General Vagn Bennike, og de allierede i Storbritannien.